# Ignace Bekaert-Baeckelandt
Ignace Joseph Bekaert, genaamd Bekaert-Baeckelandt, (Kortrijk, 8 maart 1775 - Brussel, 14 maart 1839) was een Belgisch ondernemer en volksvertegenwoordiger.

## Levensloop
Bekaert was een zoon van Ignace Bekaert en Marie-Catherine Devos. Hij trouwde met Marie-Anne Baeckelandt.
Hij was lakenhandelaar in Kortrijk. Van 1822 tot aan zijn dood was hij lid van de gemeenteraad van Kortrijk. Hij was lid en vicevoorzitter van de Kamer van Koophandel van Kortrijk (1807-1839), armenmeester van Kortrijk (1815), handelsrechter (1818) en lid van het Kortrijkse Veiligheidscomité bij de Belgische Revolutie (1830).
In mei 1833 werd hij katholiek volksvertegenwoordiger voor het arrondissement Kortrijk, in opvolging van Adolphe Levae. Ook dit mandaat bekleedde hij tot aan zijn dood.
Hij stierf tijdens een woelige zitting in de Kamer, waar hij de "trieste noodzaak" had verdedigd om het Verdrag van Londen goed te keuren, waardoor het oosten van Limburg en Luxemburg verloren ging voor België. Na zijn betoog zeeg hij op zijn bank ineen door een beroerte.